# Arthur Owen
Arthur Owen (23 de março de 1915 – 27 de abril de 2002) foi um automobilista britânico nascido na Inglaterra que participou do Grande Prêmio da Itália de 1960 de Fórmula 1.